# Филип Карл фон Хоенлое-Бартенщайн
Филип Карл Каспар фон Хоенлое-Бартенщайн (на немски: Philipp Karl Kasparzu Hohenlohe-Bartenstein; * 28 септември 1668, Шилингсфюрст; † 15 януари 1729, Вецлар) е граф на Хоенлое-Бартенщайн.

## Биография
Той е син на граф Христиан фон Хоенлое-Валденбург-Бартенщайн (1627 – 1675) и съпругата му графиня Луция фон Хатцфелд и Глайхен († 1716), дъщеря на граф Херман фон Хатцфелд и Глайхен (1603 – 1677), господар на Вилденбург, Корторф, Халтенберг, Щетен-Розенберг, и съпругата му Мария Катарина Кемерер фон Вормс († 1676).
След смъртта на баща му през 1675 г. Филип Карл е до 1686 г. под опекунството на майка си и чичо си Лудвиг Густав (1634 – 1697). През 1688 г. наследството е разделено на Хоенлое-Валденбург-Бартенщайн и Хоенлое-Валденбург-Шилингсфюрст. Филип Карл получава Бартенщайн, където е неговата резиденция.
През 1722 г. император Карл VI издига Филип Карл на имперски камера съдия във Вецлар. Пълнолетният му син Карл Филип Франц го замества в управлението на Бартенщайн.
Филип Карл умира на 15 януари 1729 г. на 60 години във Вецлар и е погребан в Бартенщайн. Син му Карл Филип поема графството.

## Фамилия
Първи брак: на 17 май 1695 г. в Хьохст с графиня София Мария Анна фон Хоенлое-Валденбург-Шилингсфюрст (* 1673; † 17 август 1698), дъщеря на чичо му граф Лудвиг Густав фон Хоенлое-Валденбург-Шилингсфюрст (1634 – 1697) и Анна Барбара фон Шьонборн (1648 – 1721). Тя умира при раждането на дъщеря им:
- Мария Франциска (* 17 август 1698, Бартенщайн; † 11 декември 1757, Франкфурт на Майн), омъжена на 11 август 1731 г. за ландграф Христиан фон Хесен-Рейнфелс (1689 – 1755)

Втори брак: на 12 юни 1700 г. в Алтенберг с ландграфиня София Леополдина фон Хесен-Рейнфелс-Ротенбург (* 17 юли 1681; † 18 април 1724, Вецлар), дъщеря на ландграф Карл фон Хесен-Ванфрид (1649 – 1711) и втората му съпруга Александрина Юлиана фон Лайнинген-Дагсбург (1651 – 1703). Тя е сестра на по-късния му зет Христиан фон Хесен-Рейнфелс. Те имат осем деца:
- Карл Филип Франц (1702 – 1763), граф и княз на Хоенлое-Бартенщайн, женен на 26 май 1727 г. за принцеса София Доротея Вилхелмина Фридерика фон Хесен-Хомбург, графиня на Лимпург (1714 – 1777)
- Йозеф Антон Фридрих (1707 – 1764), от 1745 г. княз на Хоенлое-Бартенщайн-Пфеделбах, домхер в Страсбург (1725), в Кьолн (17270, в Аугсбург (1733), в Елванген (1738), каноник на „Св. Гереон“ в Кьолн (1762)
- Антон Рупрехт Франц Фердинанд (1709 – 1745), княз на Хоенлое-Бартенщайн, женен на 15 февруари 1737 г. за графиня Мария Фелицитас фон Валдбург цу Цайл (1722 – 1751)
- Мария Анна Аделхайд (1701 – 1758), омъжена 1731 г. за Луис Фердинанд Йозеф де Кларис-Валинкурт, маркиз де Лаверне-де-Родес († 1773, Брюксел)
- Леополдина Ернестина Юлиана (1703 – 1776), омъжена на 3 юни 1731 г. за принц Франц фон Насау-Зиген (1678 – 1735)
- София Шарлота (1704 – 1716)
- Луиза Елеонора (1705 – 1707)
- Елеонора Юлиана (1708 – 1708)